# یوکی کوتانی
یوکی کوتانی (ژاپنی: 小谷 祐喜؛ زادهٔ ۷ ژوئیهٔ ۱۹۹۱) یک بازیکن فوتبال اهل ژاپن است.
از باشگاه‌هایی که در آن بازی کرده‌است می‌توان به باشگاه فوتبال سرزو اوساکا، باشگاه فوتبال ساگامیهارا و باشگاه فوتبال رواسو کوماموتو اشاره کرد.